# میشلین چیرل
میشلین شیرل (فرانسوی: Micheline Cheirel‎؛ ۱۲ آوریل ۱۹۱۷ – ۲۵ اکتبر ۲۰۰۲) هنرپیشه اهل فرانسه بود. وی بین سال‌های ۱۹۳۵ تا ۱۹۴۷ میلادی فعالیت می‌کرد.
از فیلم‌ها یا برنامه‌های تلویزیونی که وی در آنها نقش داشته‌است می‌توان به جلوی سحر را بگیرید، آن‌ها پنج نفر بودند و دورا نلسون اشاره کرد.